# Sulzberger See
Der Sulzberger See – auch Öschlesee genannt – ist ein etwa 33 Hektar großer See auf dem Gebiet der Gemeinde Sulzberg im Landkreis Oberallgäu in Schwaben. Er ist Teil des Landschaftsschutzgebietes „Sulzberger See“, das die ihn umgebende Hochmoorlandschaft mit einschließt, die im heute verlandeten Seebereich entstanden ist. Der Sulzberger See ist als Überbleibsel des großen Raunser Eisstausees ein Toteissee von besonderem geowissenschaftlichem Wert und vom Bayerischen Landesamt für Umwelt als Geotop ausgewiesen.
Aufgrund des unstabilen Untergrunds im Hochmoorbereich ist der See – bis auf die an seinem nordwestlichen Ufer liegende kleine Ortschaft „See“ – von einer unbebauten, natürlichen Landschaft umgeben. Der Weiler und sein „Öschlesee“ kamen 1525 gemeinsam mit Burg und Dorf Sulzberg durch Kauf in den Besitz des Stiftes Kempten. 1803, anlässlich der Säkularisation des Klosters enteignet, befand sich der See kurz in der Hand des Bayerischen Staates. Bei einer späteren Versteigerung erzielte er den Betrag von 52 Gulden.
Der Sulzberger See, nur etwa fünf Kilometer südlich der Stadt Kempten gelegen, wird als Freizeitgelände ganzjährig genutzt. An seinem Nordufer befindet sich ein Strandbad mit Toiletten, Spielplatz, Kiosk und der Möglichkeit, Boote zu mieten. Entlang des Südufers erstrecken sich Liegewiesen. Angler schätzen die Vielzahl der Fischarten, die an diesem See heimisch sind, und für Wanderer gibt es seit 2010 einen See-Rundweg.

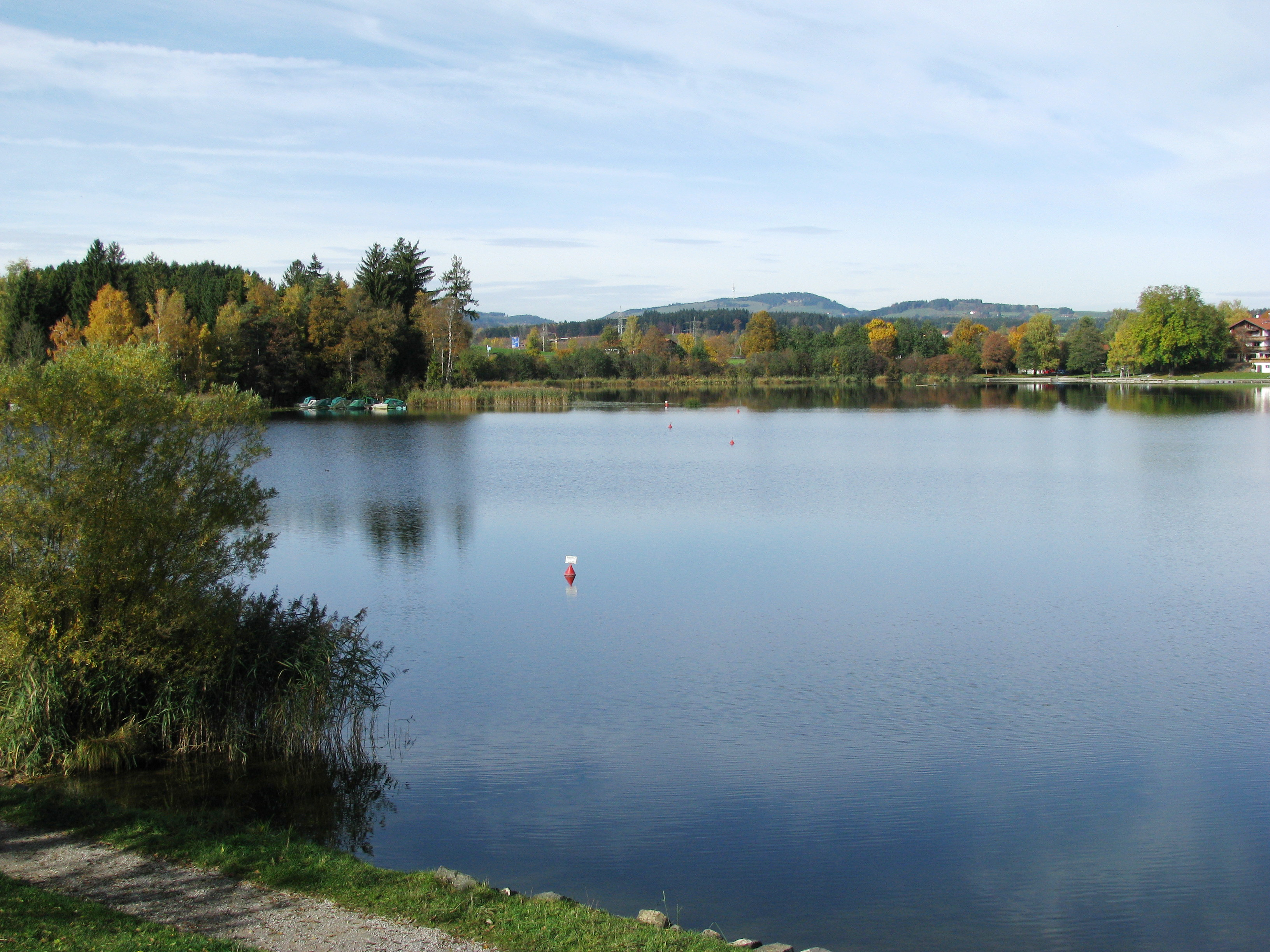
Sulzberger See nach Nordwesten; im Hintergrund der Blender